# معهد البحوث والاستشارات
معهد البحوث والاستشارات بجامعة الملك عبدالعزيز. هو الجهة المسؤولة عن البحوث الممولة من خارج الجامعة. والاستفادة من الفرص البحثية والاستشارية خارجية، تقديم الجامعة كمركز خبرة استشاري وطني، يسعى المعهد إلى واكتساب ثقة المجتمع من خلال التوجه نحو الاقتصاد المعرفي وتقديم حلول ابتكارية لقضايا التنمية للقطاعين العام والخاص، مما يسهم في تحقيق قيمة مضافة وتنافسية للجامعة. 

## نبذة عن المعهد

### التأسيس
توجت فكرة إنشاء معهد البحوث والاستشارات بـجامعة الملك عبدالعزيز بموافقة خادم الحرمين الشريفين بالتوجيه رقم (7/476/م) وتاريخ 1418/12/23هـ، ليكون المعهد هو الجهة المسؤولة عن البحوث الممولة من خارج الجامعة. وقد مرت فكرة إنشاء المعهد بالتالي:
- قرار مجلس جامعة الملك عبد العزيز رقم (3) بتاريخ 1418/05/26هـ المتضمن التوصية بإنشاء معهد البحوث والاستشارات بجامعة الملك عبد العزيز، وذلك بناء على المذكرة المقدمة من وكيل الجامعة للدراسات العليا والبحث العلمي الخاصة بمقترح إنشاء معهد البحوث والاستشارات بالجامعة.
- قرار مجلس التعليم العالي رقم (2156/أ) بجلسته التاسعة والمنعقدة بتاريخ 1418/09/06هـ والقاضي بالموافقة على إنشاء معهد البحوث والاستشارات بـجامعة الملك عبد العزيز.
- صدرت لائحة المعهد بموجب قرار مجلس الجامعة رقم (9) في اجتماعه الثامن للعام الجامعي 1422/1423هـ المنعقد بتاريخ 1423/4/19هـ الموافق 2002/06/30م، والقاضي بموافقة المجلس على إقرار لائحة معهد البحوث والاستشارات بـجامعة الملك عبد العزيز.[4][3]

### عمداء المعهد منذ تأسيسه
| م | العميد                             | تاريخ العمادة           | المدة   |
| - | ---------------------------------- | ----------------------- | ------- |
| 1 | أ.د. محمد الصادق بن عبدالله الجفري | 1998/09/29 - 2004/07/24 | 6 سنوات |
| 2 | أ.د. عصام بن يحيى الفيلالي         | 2004/04/20 - 2006/07/31 | سنتين   |
| 3 | أ.د. عبدالملك بن علي الجنيدي       | 2006/08/16 - 2010/07/02 | 4 سنوات |
| 4 | أ.د. محمد نجيب بن غزالي خياط       | 2010/07/03 - 2012/06/10 | سنتين   |
| 5 | أ.د. عبدالله بن أحمد الغامدي       | 2012/06/11 - حتى تاريخه | مستمرة  |

### رؤية المعهد
أن يكون معهد البحوث والاستشارات الخيار الأول على المستوى الإقليمي في إنجاز المشاريع البحثية والاستشارية بجودة عالية.

### رسالة المعهد
بناء جسور تواصل فعالة لنقل الخبرات العلمية المتطورة للمجتمع من خلال بيئة عمل مؤسسية تقدم خدمات استشارية ومشاريع بحثية متميزة في كافة التخصصات.

### أهداف المعهد[7]
- تطوير آليات التواصل مع العملاء والمستفيدين

- تسويق إمكانات الجامعة بطرق احترافية ومنافسة

- بناء نظم علمية متقدمة لتطوير جودة أبحاث ودراسات المعهد

- بناء منهجية متطورة لتقديم خبرات استشارية فعالة

- بناء شراكات مجتمعية متميزة

## خدمات المعهد

### الاستشارات
يُسخِر المعهد خبرات أعضاء هيئة التدريس بـجامعة الملك عبدالعزيز لجميع القطاعات الوطنية الحكومية منها والخاصة وكذلك القطاع الاستثماري وفق أسس تعاقدية، بهدف التركيز على الجودة وتحسين الإنتاج ودعم قدرة تلك القطاعات على المنافسة في جميع الأسواق، حيث بلغ مجموع تلك القطاعات المستفيدة أكثر من 120 قطاعاً بمجالات متنوعة، وفي مختلف مناطق المملكة، وبما يزيد عن 1000 عقد استشاري تم تقديمه، مما يعكس مدى حرص المجتمع على الاستفادة من الخدمات الاستشارية الجامعية لما لها من فائدة متميزة تتمثل في خبرات أعضاء هيئة التدريس في الجامعة ولثقتهم بالكوادر العلمية المتميزة في مختلف المجالات.

### الخدمات التعاقدية والبحثية
يقدم معهد الدراسات والاستشارات الدراسات العلمية والتطبيقية للجهات المستفيدة من القطاعين العام والخاص بنظام التعاقد، ويساهم المعهد من خلال إمكانات الجامعة البشرية والفنية في إيجاد الحلول المبتكرة وتوفر هذه الخدمة الفرصة لمختلف الجهات خارج الجامعة للتعاقد مع متخصصين من أعضاء هيئة التدريس في الجامعة لإجراء الدراسات التي تحتاجها تلك الجهات، وقد ساهم المعهد من خلال هذه الخدمة في تقديم الحلول العلمية والدراسات التطبيقية في شتى المجالات الطبية والهندسية والتربوية والاجتماعية والاقتصادية، وفي مجالات التقنية والبيئة والتخطيط العمراني.

### الإشراف التعليمي
الإشراف التعليمي هو أحد البرامج التي يقدمها معهد الدراسات والاستشارات للجامعات والكليات والمعاهد الحكومية والخاصة، تتولى فيه الجامعة إعداد وتقييم مناهج هذه المراكز أو تطويرها، بحيث يعمل معهد الدراسات والاستشارات على تكوين هذه الشراكة عن طريق لجان مختصة بتقديم الخدمات التعليمية، وتعد جامعة الملك عبد العزيز الجامعة من الأوائل على مستوى المملكة العربية السعودية في الإشراف التعليمي وذلك بإشرافها على عدد من الجامعات الحكومية والأهلية في معظم مناطق المملكة. ويهدف إلى إعداد وتطوير وتقويم المناهج التعليمية، تطوير برامج لتدريب منسوبي الكليات والمعاهد، تطوير النظم الإدارية.

### الكراسي العلمية
انطلاقا من حرص جامعة الملك عبدالعزيز على تبني النشاطات الأكاديمية المتميزة ودعماً للسبل والوسائل المحققة لها فقد أعدت الجامعة النظم واللوائح الخاصة بالكراسي العلمية، لكونها إحدى النشاطات الأكاديمية والبحثية المتميزة والتي تأخذ بها الجامعات المرموقة في العالم، وقد أُوكلت هذه المهمة لمعهد البحوث والاستشارات بالجامعة. الكرسي العلمي هو برنامج بحثي أو أكاديمي في الجامعة يهدف لإثراء المعرفة الإنسانية وتطوير الفكر وخدمة قضايا التنمية المحلية، ممول عن طريق منحة نقدية دائمة أو مؤقتة يتبرع بها فرد أو مؤسسة أو شركة أو شخصية اعتبارية، ويعين فيه أحد الأساتذة المختصين المشهود لهم بالتميز العلمي والخبرة الرائدة والسمعة العلمية في مجال الكرسي. ويعمل ضمن البرنامج فريق من الباحثين المؤهلين ذوي الكفاءة والخبرة في مجال البرنامج. ويهدف إلى توجيه البحث العلمي لخدمة قضايا التنمية وتقديم حلول تطبيقية مبتكرة للمشاكل التي تواجه المجتمع، تنمية الشراكة مع المجتمع ومؤسساته لدعم التعاون وإذكاء روح البحث العلمي، الاستفادة من التقنيات الحديثة وتوطينها لتطوير مخرجات معرفية تساهم في خدمة اغراض التنمية، الاستثمار الامثل لقدرات الجامعة وكفاءاتها البشرية المتميزة ومواردها المساندة المتطورة، استقطاب علماء متميزين ومؤسسات بحثية عالمية وتحقيق الاستفادة القصوى من خبراتهم في جميع مجالات المعرفة ذات الصلة بالواقع المحلي.

### المعامل المركزية
هي أحد كيانات معهد الدراسات والاستشارات والتي تعني باستثمار المختبرات والمعامل المميزة بالجامعة بجميع إمكانياتها من مرافق وأجهزه وبرامج والاستفادة من خبرات أعضاء هيئة التدريس والفنين والإداريين في توفير جميع المتطلبات العلمية والفنية وللإدارية والتنظيمية لتفعيل هذه الامكانات من خلال كيان تمارس من خلاله الأعمال على أسس استثمارية. ينتج عنها تقديم حلول علمية وعملية لمؤسسات المجتمع فـي مجال التحاليل والاختبارات وتفسيرها طبقاً لأحدث المواصفات المهنية العالمية.

### بيوت الخبرة
بيوت الخبرة هي أحد وحدات معهد الدراسات والاستشارات وتعني باستثمار خبرات ومبادرات أعضاء هيئة التدريس بالجامعة وتوفير المتطلبات الإدارية والعلمية والقانونية والتنظيمية لهم لتفعيلها من خلال إنشاء مكاتب خبرة خاصة بهم تمارس أعمالها على أسس تجارية هو مكتب متخصص ضمن كيان بيوت الخبرة يؤسسه عضو أو مجموعة من أعضاء هيئة التدريس بالجامعة ذوي تخصصات متقاربة أو مكملة لبعضها يقدم خدمات أو دراسات استشارية أو بحثية أو عملية على أسس تجارية.